# Mistr z Tegernsee
Mistr z Tegernsee, (Gabriel Angler), něm. "Meister des Tegernseer Hochaltars", ang. též "Master of the Tegernsee Tabula Magna", byl bavorský pozdně gotický malíř aktivní v letech 1430-1450.

## Život

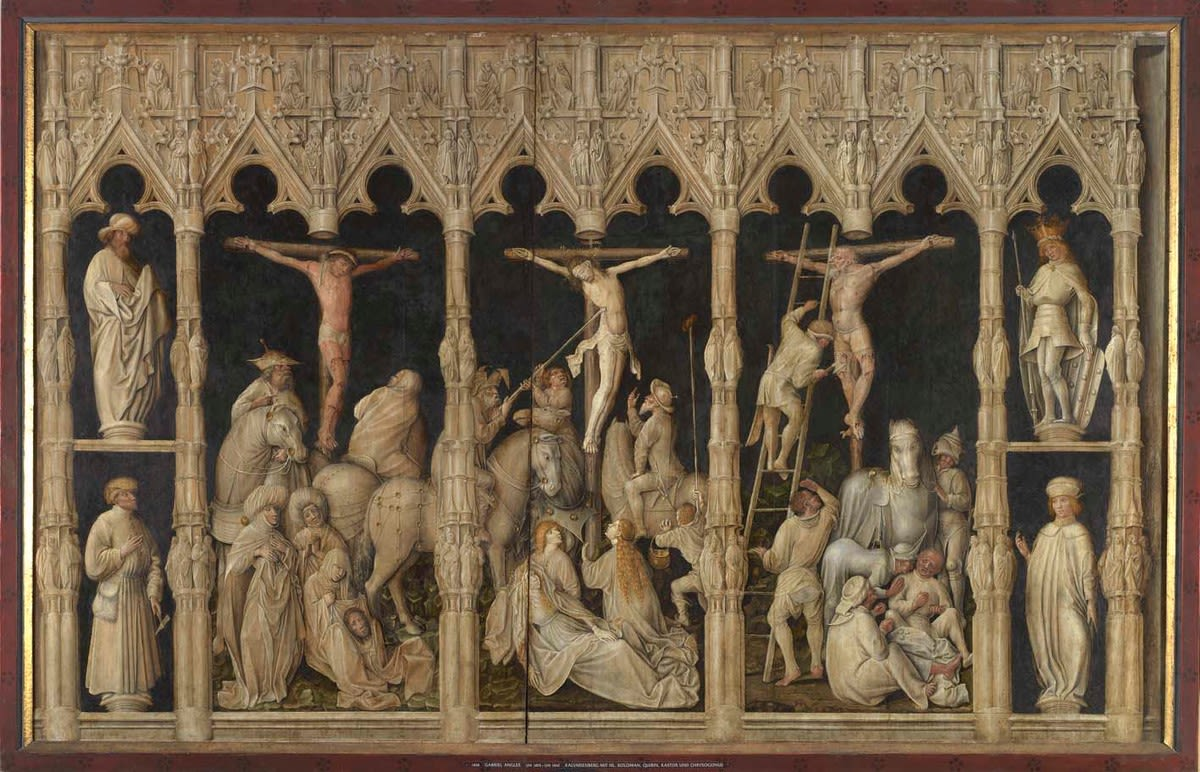
Mistr z Tegernsee

Malíř je označován podle svého hlavního díla, Oltáře sv. Quirina z Tegernsee, který vytvořil pro tamní benediktinský klášter v letech 1444-1445. Původně byl ztotožňován s mnichovským malířem Gabrielem Mälesskircherem, který pro stejný klášter zhotovil po roce 1474 celkem 13 oltářů, než se ukázalo, že je o generaci starší. Archivní dokumenty z poslední doby ukazují, že Mistrem z Tegersee byl mnichovský malíř deskových obrazů a fresek Gabriel Angler starší (c. 1404-1483), který byl učitelem Gabriela Mälesskirchera.

## Dílo
Hlavní oltář z kláštera v Tegersee, pro své obrovské rozměry 6 x 6 m nazývaný rovněž Tabula Magna, se skládal ze dvou desek umístěných nad sebou, se scénami Ukřižování a Nesení kříže a ze dvou pohyblivých křídel, kde na vnitřní straně byly čtyři pašijové scény. Na zadní straně zavřených křídel byly čtyři scény ze života sv. Quirina. Po sekularizaci kláštera byl oltář rozebrán a jeho části se nacházejí v Germanisches Nationalmuseum, Norimberk, Bayerischen Nationalmuseum, Mnichov, Gemäldegalerie Berlín a Katholische Pfarrkirche v Bad Feilnbach.
Mistr z Tegernsee je představitelem nového expresivního realismu, který má blízko k Mistru Tucherova oltáře a Hansi Multscherovi. Vychází z místní tradice v oblasti Mnichova a jeho postavy jsou hrubé, objemné a neidealizované. Další obraz s Ukřižováním (Alte Pinakothek, Mnichov) malíř vytvořil technikou grisaille. Zdobí ho složitý architektonický rám, který navozuje dojem kamenného reliéfu.

### Známá díla
- Ukřižování, Germanisches Nationalmuseum, Norimberk
- Nesení kříže, Bayerischen Nationalmuseum, Mnichov[4]
- oltářní křídlo: Kristus na hoře Olivetské / Setnutí sv. Quirina (revers), Bayerischen Nationalmuseum, Mnichov
- oltářní křídlo: Svlékání Krista / Zázrak s ostatky sv. Quirina (revers), Bayerischen Nationalmuseum, Mnichov
- oltářní křídlo: Přibíjení Krista na kříž /Bičování sv. Quirina, Katholische Pfarrkirche v Bad Feilnbach
- oltářní křídlo: Zmrtvýchvstání Krista / zavraždění Philippa Araba, známo pouze z černobílých fotografií, Bode Museum, Berlín?
- Ukřižování, Alte Pinakotek, Mnichov[5]